# Gammaropsis pistoris
Gammaropsis pistoris is een vlokreeftensoort uit de familie van de Photidae. De wetenschappelijke naam van de soort is voor het eerst geldig gepubliceerd in 2006 door Krapp-Schickell & Myers.